# Tectaria acrocarpa
Tectaria acrocarpa är en ormbunkeart som först beskrevs av Ren-Chang Ching, och fick sitt nu gällande namn av Maarten J.M. Christenhusz. Tectaria acrocarpa ingår i släktet Tectaria och familjen Tectariaceae. Inga underarter finns listade.